# Cadger’s Brig
Die Cadger’s Brig, auch Cadger’s Bridge, ist eine ehemalige Straßenbrücke in der schottischen Kleinstadt Biggar in der Council Area South Lanarkshire. Die heute nur noch von Fußgängern genutzte Bogenbrücke wurde 1971 in die schottischen Denkmallisten in die höchste Kategorie A aufgenommen. Eine ehemalige zusätzliche Einstufung als Scheduled Monument wurde 1998 aufgehoben.

## Geschichte
Überlieferungen zufolge richteten bereits römische Truppen während der Besatzung Britanniens eine Brücke am Standort ein. Eindeutige Belege hierfür fehlen jedoch. Die ältesten Fragmente der heutigen Cadger’s Brig stammen aus dem 13. Jahrhundert. Ihr Name, der als „Schnorrer-Brücke“ übersetzt werden kann, wobei Schnorrer im alten Sinne als „Hausierer“ zu verstehen ist, geht auf eine weitere unbelegte Überlieferung zurück. So soll der schottische Freiheitskämpfer William Wallace als Hausierer verkleidet die Brücke überquert haben, um sich so dem nahegelegenen englischen Lager unbemerkt nähern zu können. Die heutige Brücke stammt jedoch vornehmlich aus einer Renovierung im Laufe des 18. Jahrhunderts.

## Beschreibung
Die Cadger’s Brig überspannt den kleinen Biggar Burn abseits der Main Street (A702) westlich des Zentrums von Biggar. Unmittelbar nördlich schließen sich die historischen Biggar Gasworks an. Der Mauerwerksviadukt überspannt den kleinen Bach mit einem Segmentbogen. Ein Eisengeländer sichert den Überweg. Die schmale, nur rund zwei Meter breite Brücke diente einst als allgemeiner Verkehrsübergang. Heute ist sie lediglich als Fußgängerbrücke klassifiziert.